# Зогби, Худа
Худа Зогби (араб. هدى الزغبي‎; род. 20 июня 1954) — американский учёный-медик ливанского происхождения. Доктор медицины, профессор Медицинского колледжа Бейлора (Baylor College of Medicine), директор-основатель Института неврологических исследований им. Яна и Дана Дункана при Детской больнице Техаса, исследователь Медицинского института Говарда Хьюза, член Национальных Академии наук (2004) и Медицинской академии США. 
Clarivate Citation Laureate (2020).
Её работы пролили свет на механизмы возникновения синдрома Ретта и спиноцеребеллярной атаксии.
Член Американской академии искусств и наук и American Society of Human Genetics.
Входит в Консультативный совет Oskar Fischer Prize.

## Награды и отличия
- 1994 — Derek Denny-Brown Young Neurological Scholar Award, наивысшее отличие American Neurological Association[англ.]
- 2003 — Премия Олдена Спенсера[англ.]
- 2004 — Neuronal Plasticity Prize[нем.]
- 2007 — Нейронаучная премия Перла−UNC[англ.]
- 2007 — Robert J. and Claire Pasarow Foundation Medical Research Award[англ.]
- 2008 — Введена в Зал славы женщин Техаса[англ.][6]
- 2009 — Vilcek Prize[англ.]
- 2009 — International Rett Syndrome Foundation’s Circle of Angels Research Award
- 2011 — Премия Грубера по нейронаукам[7]
- 2013 — Премия Диксона[8]
- 2013 — Pearl Meister Greengard Prize[англ.][9]
- 2014 — Премия фонда «March of Dimes» по биологии развития[10][11]
- 2014 — Edward M. Scolnick Prize in Neuroscience[12]
- 2015 — Vanderbilt Prize in Biomedical Science
- 2016 — Медаль Джесси Стивенсон-Коваленко[13]
- 2016 — Премия Шао по медицине (совместно с Адрианом Бёрдом)[14]
- 2016 — Nemmers-Preis für Medizin[нем.], Северо-Западный университет
- 2017 — Премия за прорыв в области медицины
- 2017 — Международная премия Гайрднера[15]
- 2019 — Victor A. McKusick Leadership Award, American Society of Human Genetics[англ.][16]
- 2020 — Brain Prize
- Clarivate Citation Laureate (2020)
- Премия Кавли (2022)

Удостоилась почётных степеней Йеля, Гарварда и University of Massachusetts Medical School.